# Jacoba Maria van Nickelen

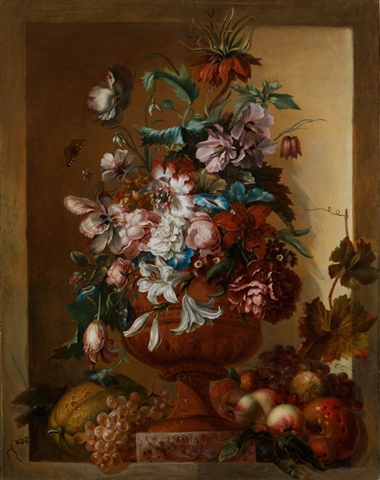
Bloemen in een vaas in een stenen nis.

Jacoba Maria van Nickelen (Haarlem, 1680 – Amsterdam, 1749) was een Nederlandse kunstschilderes, vooral bekend van bloemstillevens.
Jacoba van Nickelen werd geboren als dochter van Jan van Nickelen (1656 - 1721) en Hester van Wiert (1661 - ?). Ze was afkomstig uit een familie van kunstschilders: haar vader was architectuurschilder en haar grootvader Isaak van Nickelen was schilder van kerkinterieurs. Haar vader was in de leer geweest bij Herman van der Mijn. Van Nickelen leerde schilderen van haar vader. De familie Van Nickelen zou door Van der Mijn naar Düsseldorf zijn gehaald om daar als schilder aan het hof van keurvorst Johan Willem van de Palts te werken. De keurvorst had meerdere schilders in zijn hofhouding, onder wie ook Rachel Ruysch. Van Nickelen was ook actief als hofschilder.
Van Nickelen trouwde in 1714 met Willem Troost (1684-1752), kunstschilder in Düsseldorf en ook hofschilder. Troost maakte ook deel uit van een echte kunstenaarsfamilie, zijn neef Cornelis Troost en nicht Sara Troost schilderden ook. Van Nickelen en Troost kregen samen acht kinderen, van wie één zoon en één dochter de volwassen leeftijd bereikten. Na het overlijden van de keurvorst in 1715, vertrok het paar uit Düsseldorf en reisde langs verschillende hoven in Duitsland, waaronder Keulen en Essen, waar Troost als portretschilder aan het werk ging.
In 1735 vestigden ze zich in Haarlem met hun twee kinderen, Jan Hendrik Troost van Groenendoelen (1722 - 1794), die later behangschilder zou worden, en Johanna Adelhyda Troost van Groenendoelen (circa 1726 - ?). Tien jaar later verhuisden ze naar Amsterdam. Hier zou Van Nickelen in september 1749 overlijden.
- Biografisch Portaal: 46744762
- RKD-Nederlands Instituut voor Kunstgeschiedenis: 59391
- Union List of Artist Names: 500032310
- Virtual International Authority File: 95880558